# Виссарион (Дадиани)
Епископ Виссарион (в миру Виссарио́н Каци́евич Дадиа́ни, груз. ბესარიონ კაციას ძე დადიანი; 1832, Мингрелия — 4 августа 1900) — епископ Русской православной церкви, епископ Имеретинский.

## Биография
Родился в 1832 году в Зугдиди в дворянской семье. Внук великого князя Мингрелии Манучара II.
Образование получил в Мартвильском монастыре. 6 августа 1849 года пострижен в монашество в Мартвильском монастыре.
16 ноября 1857 года возведён в сан иеромонаха.
20 декабря 1859 года возведён в сан архимандрита.
20 марта 1860 года назначен настоятелем Джеручского монастыря.
С 7 декабря 1865 года — настоятель Газнатского монастыря.
С 1871 года — член Грузино-Имеретинской Синодальной Конторы.
12 января 1875 года хиротонисан во епископы Мингрельского, викария Имеретинской епархии. Хиротонию совершили: Экзарх Грузии Евсевий (Ильинский), епископ Горийский Александр (Окропиридзе) и епископ Имеретинский Гавриил (Кикодзе).
С 1 марта 1886 года епископ Алавердский, 2-й викарий Грузинского Экзархата, глава восстановленного в этом году Алавердского викариатства и настоятель монастырей Шуамта и Алаверди.
С 1895 года, сначала в связи с болезнью еп. Гавриила (Кикодзе), а затем после его кончины († 1896) временно управлял Имеретинской епархией.
С 6 июня 1898 года — епископ Имеретинский.
Был кроткий, с христианско-любящим сердцем. Заботился об обеспечении неимущих, калек, вдов и сирот.
Скончался 4 августа 1900 года после непродолжительной болезни, 68 лет от роду.